# 岐阜市コミュニティバス

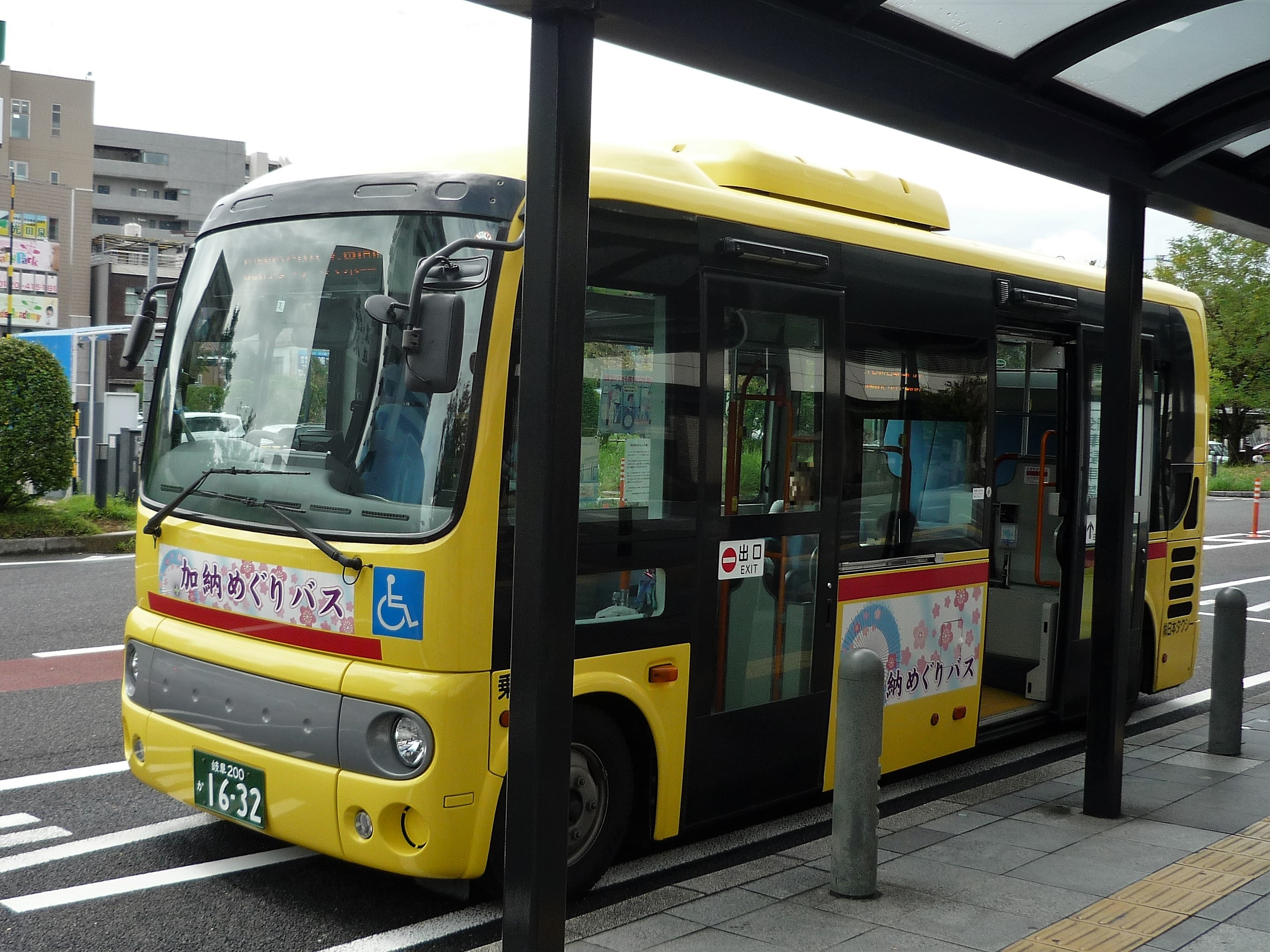
加納めぐりバス
（「JR岐阜駅南口」バス停にて）

岐阜市コミュニティバス（ぎふしコミュニティバス）は、岐阜市が運行するコミュニティバス。総称して「ぎふっこバス」の愛称が付けられている。
2006年（平成18年）10月に市内4地区（加納、市橋、日光、三輪）で試行運行が開始され、2024年現在、岐阜市内19地区でコミュニティバス、1地区でデマンド型乗合タクシーを運行している。

## 概要
「みわっこバス」は路線の一部が山県市（岐北厚生病院）に乗り入れる。「373バス」の路線は各務原市内も通っている。「厚見・茜部ぐるりふれあいバス」は2015年（平成27年）2月15日の改正で岐南町・笠松町を経由しなくなった。
かつては岐阜乗合自動車に委託していた路線も存在したが、2017年（平成29年）3月現在は日本タクシーがすべての路線の運行事業者となっている。そのため、特記ないものは運行開始当初からの「日本タクシー」の路線とする。経緯は各路線の項目を参照。
各路線の運行地区は、殆どが単独または複数の小学校の通学区域を運行地区とする。

### 本格運行
- 「加納めぐりバス」（加納東・加納西地区）
- 「西ぎふ・くるくるバス」（市橋・鏡島地区）
- 「にっこりバス」（則武・早田・島・城西地区）
- 「みわっこバス」（三輪南・三輪北地区）
- 「ほっとバス」（黒野・西郷地区）
- 「あいあいバス」（藍川地区）
- 「みどりっこバス」（芥見東・芥見南地区）
- 「いいバス」（白山・梅林・華陽地区）
- 「373バス」（長森南地区）
- 「境川らくちゃんバス」（日置江・鶉・柳津地区。岐阜市巡回バス（旧柳津町の柳津町公共施設巡回バス）を引き継ぎ）
- 「ながらうかいバス」（長良・長良東地区）
- 「芥見・岩っこバス」（芥見・岩地区）
- 「すまいるバス」（三里・本荘地区）
- 「さんさんバス」（常磐・鷺山・長良西地区）
- 「厚見・茜部ぐるりふれあいバス」（茜部・厚見地区）
- 「ひのっこバス」（日野地区）
- 「長森ふれあいバス」（北長森地区）
- 「七郷・木田バス」（七郷・木田地区）
- 「ぐるっとバス」（岩野田北・岩野田地区）

### 運行予定
- 鏡島・合渡地区で2025年9月より運行予定。

### 運行終了
- 「方県網代バス」（方県・網代地区）- 2020年5月運行終了。事前予約制の「方県網代地区デマンド型乗合タクシー」へ移行した。

## 運賃・乗車券類
2024年4月1日現在の運賃制度は以下のとおり。
運賃
- 運賃は均一制で、大人（中学生以上）100円、小人（小学生以下）50円、未就学児は同伴者1人につき1人まで無料。
- 運賃支払いには、岐阜乗合自動車の交通系ICカード「ayuca」が利用できる。
- 障害者割引があり、各種障害者手帳の提示により本人と介助者1名が運賃半額となる。
- 「高齢者おでかけバスカード」で支払うと、運賃が2割引（100円→80円）となる。

回数券
- 専用回数乗車券をバス車内で販売している。金額は以下のとおり。利用期限はなし。
  - 大人：1,000円（100円×11枚）
  - 小人：500円（50円×11枚）
- 障害者手帳の提示により、障害者は回数券を半額で購入できる。
- 全地区で利用可能。方県・網代地区デマンド型乗合タクシーを含む
  - ただし、芥見東・南地区の35枚綴り回数券は当該地区のみで利用可能。

一日乗車券
- コミュニティバス専用の全地区共通一日乗車券（紙式）をバス車内にて販売している。金額は以下のとおり。
  - 大人200円、小人100円
- 全地区で利用可能だが、芥見・岩地区のサポート便、方県・網代地区のデマンド型乗合タクシーでは利用不可。

乗継割引
- 乗継割引制度があり、乗継券を受け取って45分以内に乗り継いだ場合、40円が割り引かれる。
- ayucaで支払うと岐阜バスの一般路線バスとも乗継割引が受けられる。現金払いの場合は一般路線バスとの乗継割引はない。
- 「高齢者おでかけバスカード」の利用時は、乗継割引は適用されない。

## 現行路線

### 加納めぐりバス

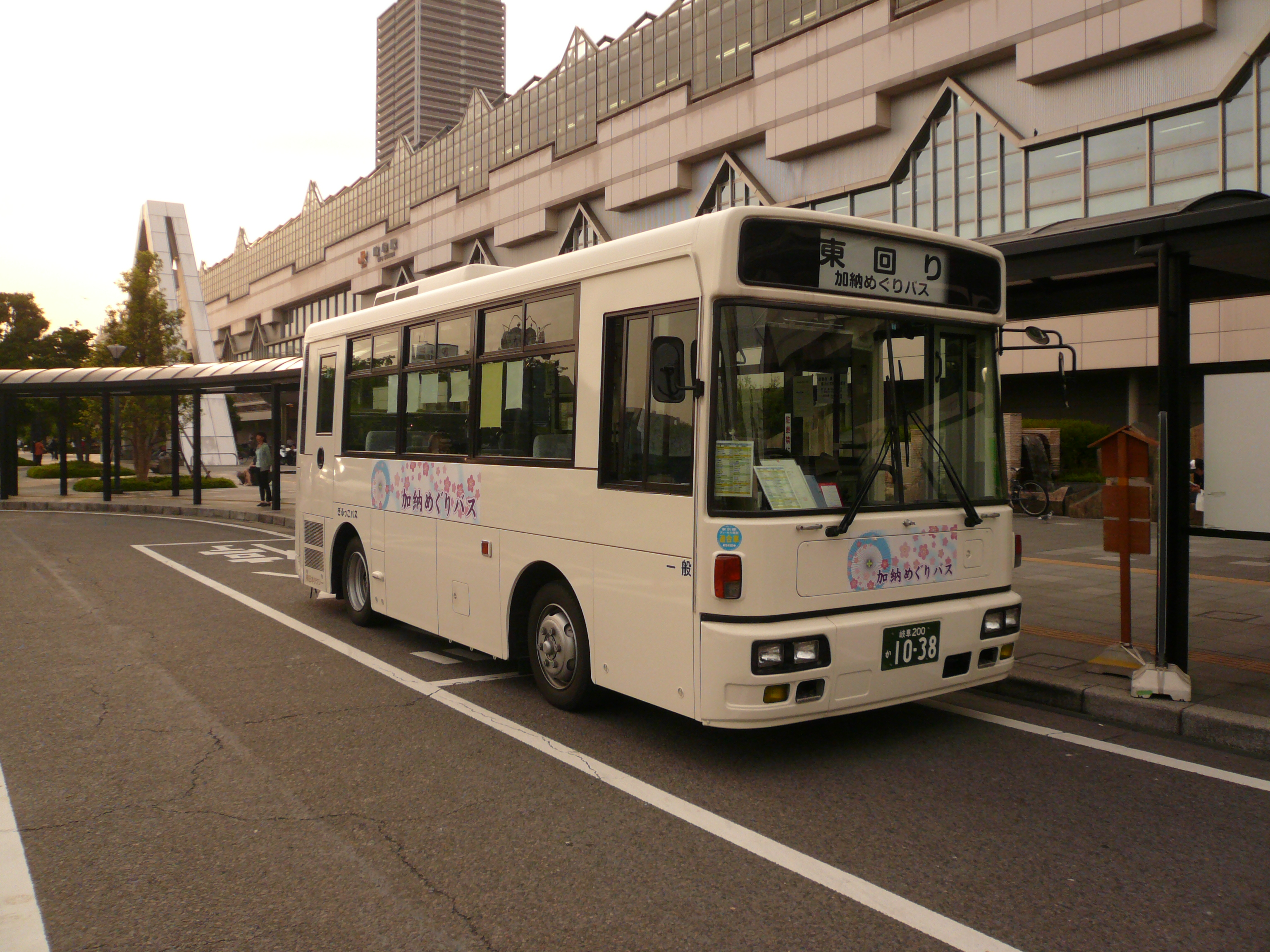
加納めぐりバス
（「JR岐阜駅南口」バス停にて）

JR岐阜駅の南部の加納地区（加納東・加納西地区）を周回する路線である。2006年（平成18年）10月から試験運行が実施され、2008年（平成20年）4月より本運行が開始。毎日運行する。 

#### ルート
2020年（令和2年）7月1日現在
東回り
- JR岐阜駅南口 → 加納北広江町 → 加納中広江町 → 中山道・水薬師寺・大手御門 → 附属小・中学校 →加納小学校・加納東公民館 → 加納城址 → 加納公園 → 南部コミセン → 加納中学校 → 加納中通り → 加納花ノ木町 → 加納鉄砲町5丁目 → 観音寺・猿田彦神社前 → 加納高校 → 加納堀田町2丁目 → メガドンキ前 → 加納西小学校・公民館 → 加納神明町・児童センター → 加納愛宕町 → 朝日大学病院前 → 愛宕住宅前(山田商会前) → JR岐阜駅南口

西回り
- JR岐阜駅南口から東回りと同じルートで逆向きに進む。ただし、JR岐阜駅南口から加納愛宕町では停車する停留所の順番が異なる。

#### 歴史
- 2006年（平成18年）10月1日 - 加納めぐりバス試行運行開始（岐阜バスの委託で運行事業者は日本タクシー）。
- 2007年（平成19年）1月8日 - 所要時間短縮。増便。右回り・左回りを、東回り・西回りに改称。
- 2008年（平成20年）
  - 4月1日 - 本運行開始。
  - 8月8日 - 利用者数が10万人となった。
- 2011年（平成23年）4月1日 - 運行会社が岐阜バスに変更。
- 2014年（平成26年）4月1日 - 運行会社が日本タクシーに変更。

### 西ぎふ・くるくるバス

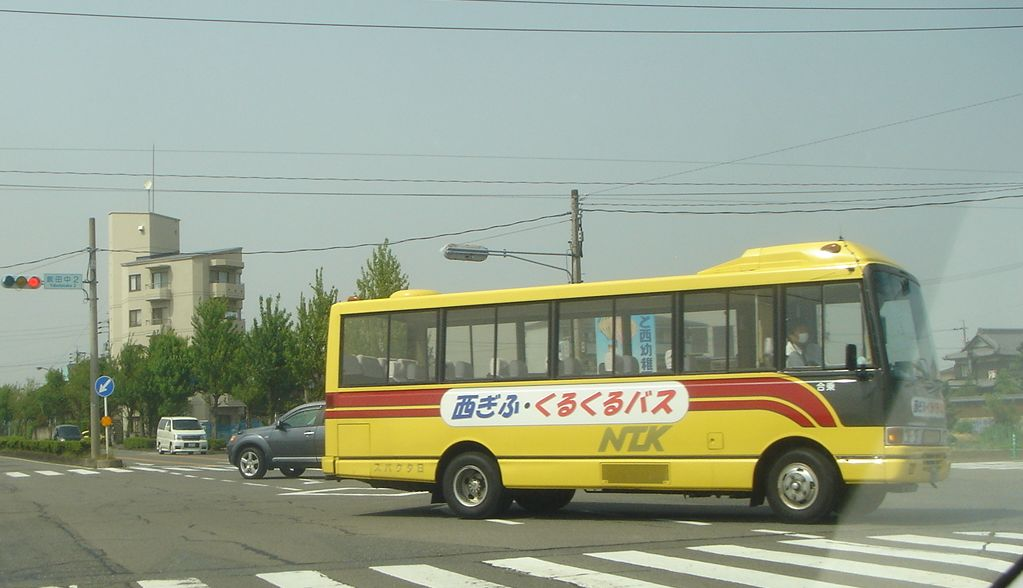
西ぎふ・くるくるバス（2007年撮影）

岐阜市西部（市橋・鏡島地区）の路線である。2006年（平成18年）10月1日から試験運行され、2009年（平成21年）4月より本格運行開始。毎日運行する。

#### ルート
2023年（令和5年）5月1日現在。
- 西岐阜駅南口 → 南部西事務所 → 県図書館県図書館・美術館 → バロー市橋店 → 県庁 → 県民ふれあい会館前 → 下奈良3丁目 → 福祉・農業会館 (岐阜県)|福祉・農業会館南 → 県民ふれあい会館前 → 市橋コミセン → 西岐阜駅南口 → 市橋小学校 → 市立岐商東 → 安江病院 → 鏡島弘法 → 市民病院北口 → スーパー三心 → バロー鏡島店 → 市立岐商東 → 市橋小学校 → 西岐阜駅南口

平日の朝・夕にはJR西岐阜駅南口と県民ふれあい会館前間に県庁のみ停車するシャトル便が運行されている。

#### 歴史
- 2006年（平成18年）
  - 10月1日 - 西ぎふ・くるくるバス試行運行開始。
  - 12月3日 - 路線見直し・時刻変更。
- 2007年（平成19年）
  - 1月8日 - 県庁への乗り入れ開始。
  - 6月1日 - 路線見直し・時刻変更。
- 2009年（平成21年）4月1日 - 本運行開始。
- 2011年（平成23年）4月1日 - ふれあいバスの運行終了に伴い、路線見直し・時刻変更。

### にっこりバス

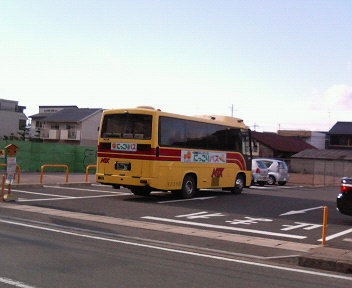
にっこりバス（2007年3月、忠節駅にて）

岐阜市西北部（則武・早田・島・城西地区）を循環する路線である。
2006年（平成18年）10月1日から試験運行が実施され、2010年（平成22年）4月より本格運行開始。毎日運行する。

#### ルート
2016年（平成28年）9月1日現在
- マーサ南口 → 日光コミセン → 近石病院 → 忠節（北） → 早田小学校 → メモリアルセンター → 岐阜赤十字病院 → 忠節（南） →トミダヤ島店 → 西中島 → 中電アパート前 → JAぎふ則武⽀店 → マーサ南口

#### 歴史
- 2006年（平成18年）10月1日 - にっこりバス試行運行開始。車両の都合上立席乗車はできなかった。
- 2007年（平成19年）
  - 1月8日 - 所要時間短縮。増便。右回りのみとする。使用車両を変更し、立席乗車が可能となる。
  - 6月1日 - ルート一部変更。
  - 10月1日 - 車両を更新。
- 2010年（平成22年）4月 - 本運行開始。
- 2013年（平成25年）6月 - 車両更新。

### みわっこバス
岐阜市北東部（三輪南・三輪北地区）で運行される路線。路線の一部が山県市（岐北厚生病院）に乗り入れている。
2006年（平成18年）10月1日から試験運行が実施され、2010年（平成22年）4月より本格運行を開始。平日のみ運行（土日祝日運休）。また、水曜日と毎月1日は、三田洞神仏温泉の休館日のため「三田洞神仏温泉」には停車しない。
車両は日野・ポンチョ(初代)であったが、2013年5月より三菱エアロミディに変更され、後に2ドアタイプの日野ポンチョが使用されている。
運賃は、かつては三輪地区と三田洞・粟野地区を跨って乗車するか、三田洞神仏温泉で下車又は乗車する場合は中学生以上200円、小学生100円であった。現在は他地区と同様に一律で中学生以上100円、小学生50円である。

#### ルート
2023年（令和5年）4月1日現在。
- 岐阜ファミリーパーク - JAぎふ三輪支店前 - バロー三輪店 - 北東部コミセン - 福富団地 - 聖マリア前 - JAぎふ三輪支店 - 中島 - 福丸団地 - 三田洞神仏温泉 - 三田洞 - 粟野東3丁目南 - 岐北厚生病院

#### 歴史
- 2006年（平成18年）
  - 10月1日 - みわっこバス試行運行開始。4ルートが設定される。
  - 12月3日 - 路線見直し。時刻変更
- 2007年（平成19年）
  - 1月8日 - 4ルートを一つに統合。毎日運転を平日運転のみにする。
  - 3月19日 - 午前8時頃、岐阜市山県岩南の信号の無い交差点で、みわっこバスと乗用車が出会い頭に衝突する交通事故が発生し、一部の便が運休する。
  - 4月11日 - 午前、みわっこバスと通勤途中の女性保育士が運転する乗用車が、出会い頭に衝突する交通事故が発生。
  - 6月1日 - 路線見直し。
  - 10月15日 - 岐阜バスとの乗り継ぎ、三田洞神仏温泉への乗り入れ、岐北厚生病院からの増便など利便性の向上。
- 2008年（平成20年）1月15日 - 毎月最終営業日を「みわっこバスの日」とし、運賃無料の日とする。
- 2010年（平成22年）
  - 4月 - 本運行開始。
  - 9月1日 - 三田洞バス停が新設。
- 2012年（平成24年）3月15日 - ルートおよびダイヤ一部改正。
- 2019年（令和元年）9月 - 岩野田・岩野田北地区でぐるっとバスが試験運行が開始されることにより、ルートおよびダイヤ一部改正。

### ほっとバス
黒野病院を起点とし、岐阜市北西部（黒野・西郷地区）を循環する路線。2008年（平成20年）6月1日から試験運行が実施され、2010年（平成22年）4月より本格運行開始。平日のみ運行（土日祝日は運休）。
車両はかつては三菱ふそう・ローザが使用されていたが、現在は日野・ポンチョ（2ドアロングボディ）が使用されている。

#### ルート
2022年（令和4年）8月1日現在
- 黒野病院 − スーパー三心 − 西郷小学校北 − ファミリーマート中店 − 黒野小学校南 − 西部事務所 − 西町公民館 − 黒野城跡 − 平野総合病院 − カネスエ − 岐阜大学 − 岐阜大学病院 − 今川 − 黒野子ども園西 - （黒野病院）

黒野病院を出て岐阜大学病院方面に向かう便が左回り、その逆が右回りとなっている。
黒野病院発の第1便と第2便は、黒野子ども園西まで向かった後は折り返さず、そのまま黒野病院に戻って運行を終える。第3便以降は黒野子ども園西で右回りに変わり、殆ど同じ道を通って黒野病院まで戻る。

### あいあいバス
岐阜市北東部（藍川地区及び芥見地区の一部）循環する。藍川地区と芥見地区は、長良川に架かる藍川橋をはさんだ両岸にあたる。2008年（平成20年）6月1日から試験運行が実施され、2010年（平成22年）4月より本格運行開始。毎日運行する。

#### ルート
2024年（令和6年）5月1日現在。平日と土曜日は1日7便、日曜、祭日は1日6便運行。
- ドルフィンスイミングスクール → 県営加野住宅 → 岩井団地西 → 延算寺東院 （→北東部コミセン） → 藍川橋・⼤野はり灸前 → みどり病院 → バロー芥見店 （→東部コミセン → 東部事務所 → 岐阜信用金庫前） → 藍川橋・⼤野はり灸前 → ドルフィンスイミングスクール

1便は岐阜信用金庫前で運行を終える（日曜、祭日は運休）。
北東部コミセン前方面は、2・3・5・7便が経由する。
東部コミセン、東部事務所、岐阜信用金庫前方面は、1~3便が経由する。
7便は藍川橋・⼤野はり灸前（北側）で運行を終える（バロー芥見店方面には行かない）。

### みどりっこバス
岐阜市北東部の芥見地区の一部（芥見東・芥見南地区）を循環する路線。2008年（平成20年）6月1日から試験運行が実施され、2010年（平成22年）4月より本格運行開始。毎日運行する。
南回り線と北回り線があり、バロー芥見店バス停で南回り線は北回り線、北回り線は南回り線に切り替わる。

#### ルート
2020年（令和2年）2月1日現在。
南回り線
- バロー芥見店 → 生協芥見店 →  緑山1丁目 → 桜台・柏台口 → 芥見東小学校・東公民館 → みどり病院 （→ 東部コミセン → 東部事務所 → 岐阜信用金庫前） → バロー芥見店

北回り線
- バロー芥見店 →  生協芥見店 - 芥見東小学校・東公民館 → 桐が丘北 → 紅葉が丘西 → 藍川東中学校 → 桜台・柏台口 → 生協芥見店 → 北山公園 （→ 東部コミセン → 東部事務所 → 岐阜信用金庫前） → バロー芥見店

### いいバス

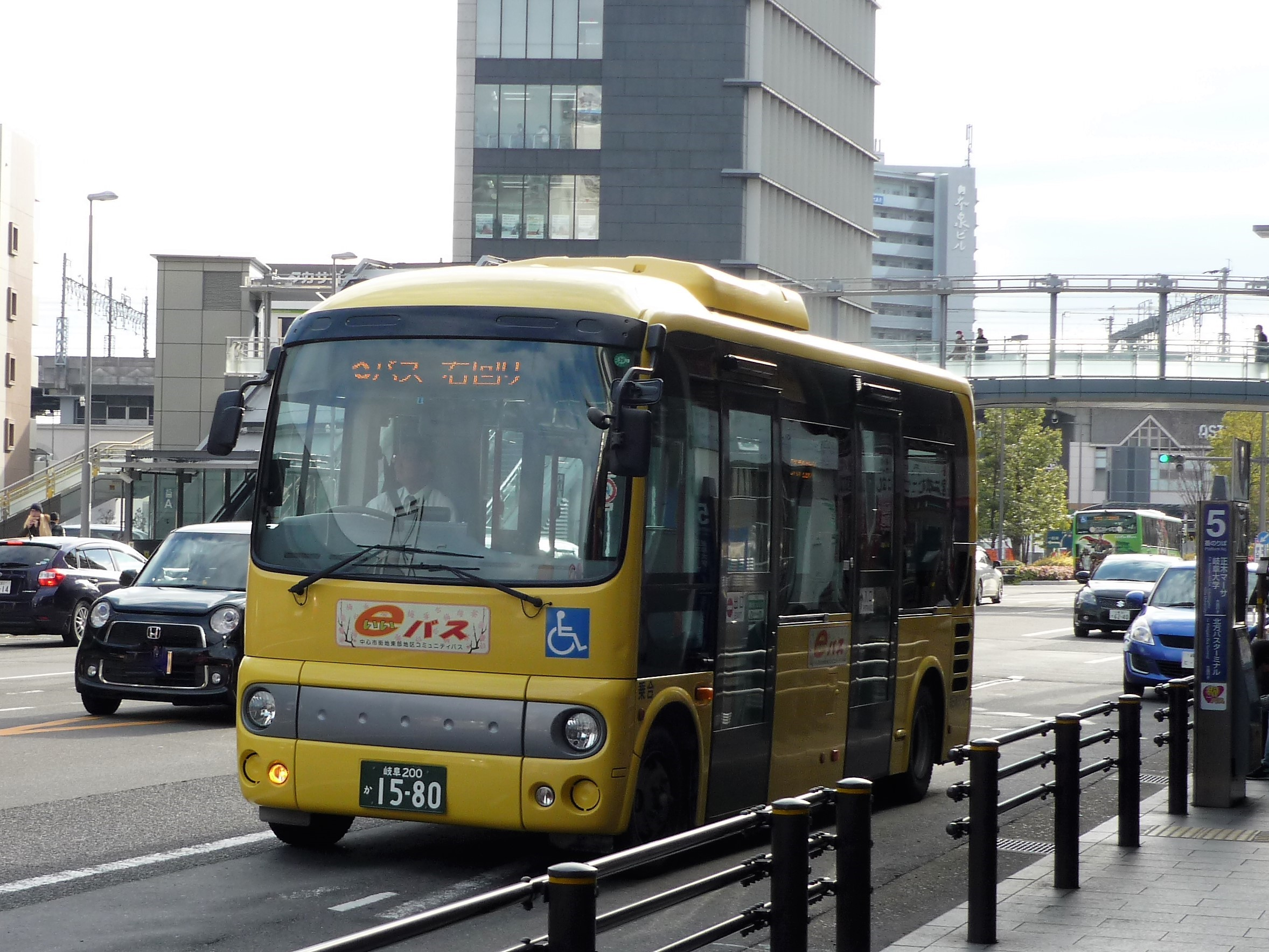
いいバス（「名鉄岐阜」バス停にて）

中心市街東部地区（白山・梅林・華陽地区）を巡回する路線。eバスとも表記される。2008年（平成20年）6月1日から試験運行が実施され、2010年（平成22年）4月より本格運行開始。毎日運行する。
2013年3月31日までは岐阜バスが運行していたが、以後は日本タクシーの運行に変更された。車両は日野・ポンチョ（2代目）を使用していた。運行事業者が日本タクシーに変わった当時は日野・リエッセを使用していたが、2013年6月より日野・ポンチョ（2代目）に変更された。

#### ルート
2020年（令和2年）4月1日現在
- JR岐阜駅南口 - 名鉄岐阜（左回りは「かわぐちクリニック・まみや薬局前」） - 柳ケ瀬 - 橿森神社 - コロムビアファッションカレッジ - 庵町 - 岐阜市斎苑前 - ハローワーク前  - 華陽小学校前 - 華陽郵便局 - JR岐阜駅南口

右回りと左回りで交互に継続運行される。JR岐阜駅南口で右回りで戻ってきた便は5分、左回りで戻ってきた便は15分の休憩がある。

### 373バス
読み方は「みなみバス」であり、長森南（ながもりみなみ）に由来する。岐阜市東部（長森南地区）を循環する路線。平日土曜日運行（日曜祝日運休）。一部のバス停（那加日新町、イオン各務原店）は各務原市内にある。
2009年（平成21年）6月1日から試験運行が行われ、2011年（平成23年）4月1日から本格運行開始。2011年4月1日から委託運行会社が日本タクシーから岐阜バスへ変更となったが、2014年4月からは再び日本タクシーへと変わった。

#### ルート
- 県総合医療センター - 長森コミュニティセンター - 長森駅 - 高田橋 - 那加日新町 - イオン各務原店 - 芋島4丁目 - 岐阜信用金庫切通⽀店 - 細畑華南 - 長森コミュニティセンター - 県総合医療センター

### 境川らくちゃんバス
岐阜市南西部（日置江・鶉・柳津地区）で運行される路線。前身は旧柳津町の「柳津町公共施設巡回バス」（柳津町が岐阜市に編入後に岐阜市巡回バスに改称）である。2009年（平成21年）6月1日から試験運行が実施され、2011年（平成23年）4月1日から本格運行開始。平日土曜日運行（日曜祝日運休）。
赤ルート（柳津・日置江地区）と青ルート（柳津・鶉地区）がある。2016年（平成28年）8月からは青ルートが笠松町内（松波総合病院）に乗り入れ開始。

#### ルート
2021年（令和3年）10月1日現在
赤ルート
- 柳津駅 → 柳津地域事務所 → カラフルタウン北口 → やないづもえぎの里 → スーパービバホーム → 且格小学校前 → 岐阜聖徳学園大学 → カラフルタウン → 梅松 → 柳津駅

青ルート
- 柳津駅 → 柳津地域事務所 → イオン南口 → 松波総合病院 → イオン柳津店→ 鶉小学校 → 笠松病院・岐阜市地域包括支援センター境川 → 鶉公民館 → やないづもえぎの里 → カラフルタウン →イオン柳津店→ 柳津駅

カラフルタウン北口バス停はカラフルタウン北側の道路上に、カラフルタウンバス停はカラフルタウン敷地内の中央玄関付近に停車する。
イオン南口バス停はイオン南側の道路上、名鉄竹鼻線踏切より300ｍほど西側に、イオン柳津店バス停は、イオン柳津店敷地内駐車場、北側付近に停車する。

### ながらうかいバス

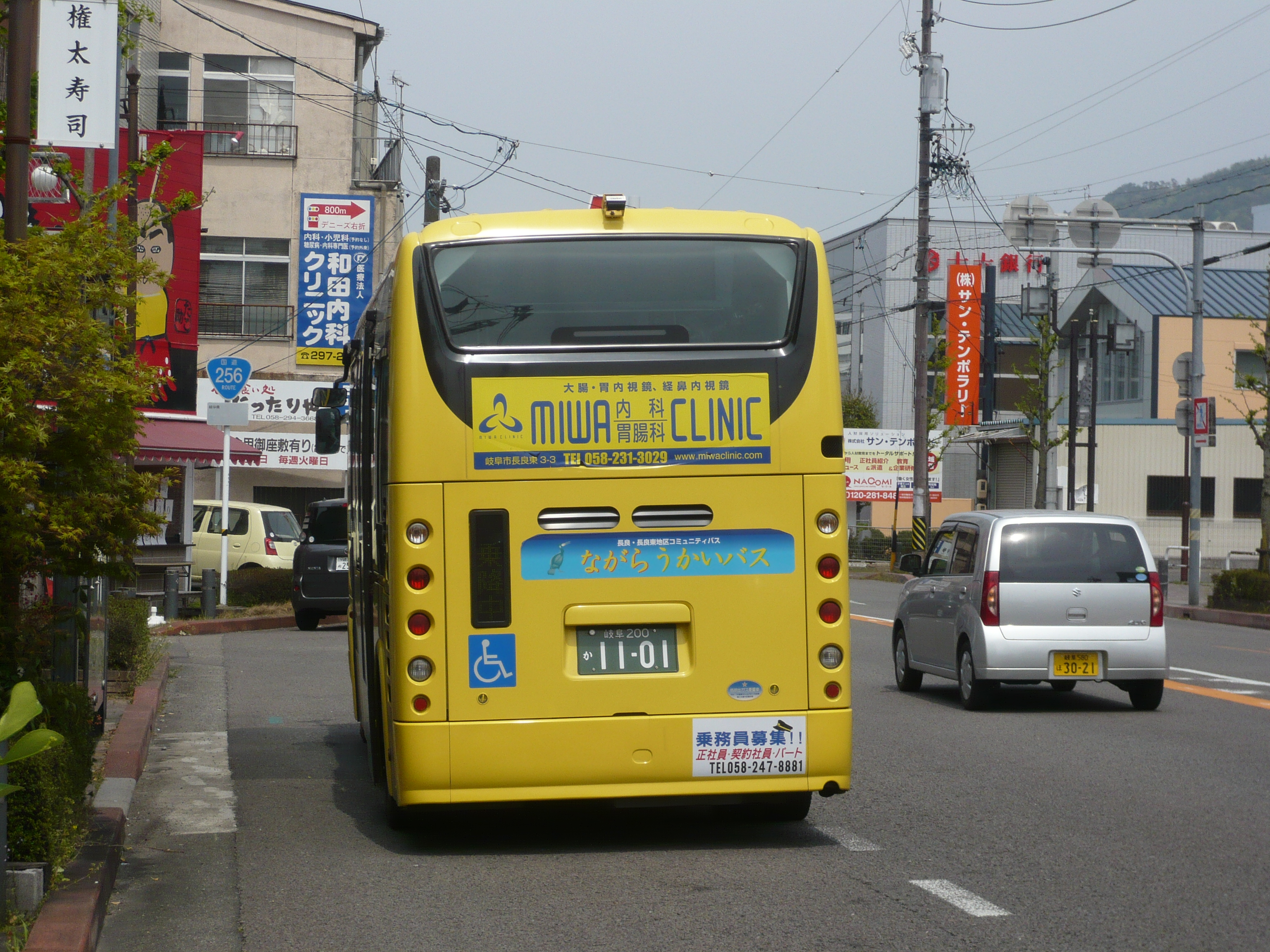
ながらうかいバス

長良川北岸（長良・長良東地区）を巡回する路線。名称は地名の長良と鵜飼いを合わせたものである。2010年（平成22年）9月1日から試験運行が実施され、2012年（平成24年）4月に本格運行開始。毎日運行する。
車両は、日野・ポンチョ（2代目）が使用されている。
青ルート（雄総・中河原方面）と赤ルート（長良・八代・松籟方面）があるが、バロー長良店を起終点として青ルートと赤ルートを交互に運行する（青ルートで運行し、バロー長良店到着後にそのまま赤ルートで運行。バロー長良店到着後に約10分休憩後に青ルートとして運行）。

#### ルート
2015年（平成27年）2月15日現在
青ルート
- バロー長良店 → 長良台 → おぶさ → 中川原 → サンライフ岐阜前 → 長良東 → バロー長良店

赤ルート
- バロー長良店 → 長良高校前 → 長良大路 → 長良北町 → ピアゴ長良店 → 長良高見 → 岐山高校南 → 松籟団地 → 長良医療センター → バロー長良店

### 芥見・岩っこバス
岐阜市北東部（芥見・岩地区）で運行されている路線。2012年（平成24年）9月から試験運行が実施され、2014年（平成26年）4月から本格運行開始。毎日運行する。
当初は偶数日は芥見地区、奇数日は岩地区で運行であったが、2015年（平成27年）2月15日改正で大幅に見直され、芥見地区と岩地区の路線が統合され、毎日同じルートとなった。
道幅が狭い、バス停が一部廃止された上芥見、高天ヶ原・和光団地には、芥見・岩地区コミュニティバスサポート便が運行されている。

#### ルート
2021年（令和3年）2月1日現在。8便が運行されているが、便ごとにルートが異なる。大きく分けて芥見地区が2区間、岩田・岩田坂地区が1区間、諏訪山地区が1区間となっており、この4区間の組み合わせである。
説明の都合上、芥見地区をA区間、B区間。岩田・岩田坂地区をC区間、諏訪山地区をD区間とすると、
- A　バロー芥見店 → 東部コミセン → 東部事務所 → 東芥⾒・JA芥⾒⽀店 → バロー岩田店
- B　バロー岩田店 → 芥見小学校北 → 岐阜信用金庫前 → みどり病院 → バロー芥見店
- C　バロー岩田店 → 岩田坂南町 → 岩田坂北町 → バロー岩田店
- D　バロー岩田店 → 石原産婦人科前 → しいのみ公園東 → 河村病院東 → バロー岩田店

となる。この4区間を組み合わせて運行する（実際にこのような英字記号が振られているわけではない）。
1便：C→D→B
2便：A→D→B
3便：A→C→D→B
4便：A→D→B
5便：A→C→D→B
6便：A→D→B
7便：A→C→D→B
8便：A→C→D

### すまいるバス
岐阜市北西部（三里・本荘地区）で運行されている。2013年（平成25年）9月より試験運行。2015年（平成27年）2月15日に一部ルートおよび停車場を変更。同年4月に本格運行開始。毎日運行する。

#### ルート
2019年（令和元年）12月1日現在
- 市民病院北口 → 本荘公民館 → 岐南工業高校 → 科学館前 → 図書館・美術館 → 早徳病院東 → 岐阜産業会館 → メガドンキ前 → オーキッドパーク → 市民病院北口

### さんさんバス
岐阜市北部（常磐・鷺山・長良西地区）で運行されている路線。2014年（平成26年）9月より試験運行。2015年（平成27年）2月15日にルート変更。2016年（平成28年）4月に本格運行開始。

#### ルート
- マーサ南口 → 鷺山小学校 → 常磐保育園 → 椿洞 → ピアゴ長良 → 長良西小学校 → メモリアル前 → 岐阜赤十字病院 → マーサ南口

ただし、2015年（平成27年）2月15日改正では、運行しないルートもあるため注意が必要である。

### 厚見・茜部ぐるりふれあいバス
岐阜市南東部（茜部・厚見地区）で運行されている。2014年（平成26年）9月より試験運行開始、2016年（平成28年）4月に本格運行開始。試験運行開始時の名称は「ふれあいバス」であったが、2015年（平成27年）2月15日の改正で同名バスとの区別のため改称。毎日運行する。
試験運行の当初は名古屋鉄道名古屋本線岐南駅を起点にして巡回するルート（一部のバス停は羽島郡岐南町、笠松町に設置）であったが、2015年（平成27年）2月15日の改正で大幅に見直され、バロー茜部本郷とJR岐阜駅南口を結ぶルートに変更し、笠松町を経由しなくなった。岐南町には「厚八グランド北」バス停のみ存在する。

#### ルート
2020年（令和2年）9月1日現在
1・4・6・8・9便
1便はバロー茜部本郷店発JR岐阜駅南口止まり
- バロー茜部本郷店 → 整形外科城南病院前 → 茜部小学校前 → 南保健センター → 赤十字血液センター西 → メガドンキ前 → JR岐阜駅南口 → 中山道・水薬師・大手御門 → 厚見公民館前 → 上川手東 → 領下郵便局 → 厚見中学校前 → 厚八グラウンド北 → 下川手バス停 → バロー茜部本郷店

2・3・5・7便
2便はJR岐阜駅南口発バロー茜部本郷店止まり
- バロー茜部本郷店 → 下川手バス停 → 宮北町 → 厚八グラウンド北 → 厚見中学校前 → 領下郵便局 → 上川手東 → 中山道・水薬師・大手御門 → JR岐阜駅南口 → メガドンキ前 → 赤十字血液センター西 → バロー茜部本郷店

### ひのっこバス
岐阜市東部（日野地区）を循環する路線。長良・長森地区にもこのバスのバス停がある。2015年（平成27年）9月1日から試験運行が行われ、2016年（平成28年）1月15日にダイヤ改正を実施。2017年（平成29年）4月に本格運行開始。毎日運行される。

#### ルート
2016年（平成28年）4月1日現在
- 平和堂 → 中央公園 → 日野小学校前 → バロー長良店 → 日野古墳前 → 岐阜病院前 → 平和堂

### 長森ふれあいバス
岐阜市東部（北長森地区）循環する。日野地区にもこのバスのバス停がある。2015年（平成27年）9月1日から試験運行が行われ、2016年（平成28年）1月15日にダイヤ改正を実施。2017年（平成29年）4月に本格運行開始。平日土曜日運行（日曜祝日運休）。
車両は日野・ポンチョ（1ドアタイプ）が使用されている。

#### ルート
2020年（令和2年）4月1日現在
- バロー北一色店 → 県総合医療センター → 長森コミュニティセンター → 前一色東 → マックスバリュ前 → 平和堂 → 澤田病院 → 北一色 → 宝来町 → 岐阜競輪場北 → バロー北一色店

前一色東バス停は、岐阜バスにも同じ名前のバス停が存在するが、双方のバス停は400m程度離れている。

### 七郷・木田バス
岐阜市北西部（七郷・木田地区）を循環する路線。2016年（平成28年）9月に七郷・木田地区で試行運用開始。2017年（平成29年）5月1日に毎日運行でのダイヤ改正を実施。2018年（平成30年）4月に本格運行開始。毎日運行する。
車両は日野・ポンチョ（2ドアロングボディ）が使用されている。

#### ルート
2022年（令和4年）3月1日現在
- マーサ南口 → 柿ヶ瀬東 → 西木田公民館前 → 下尻毛 → 岐阜清流病院 → 又丸柳町 → 上尻毛・川部6丁目 → 岐阜西改田簡易郵便局前 → 西友改田店 → 東改田 → 柿ヶ瀬西 → マーサ南口

### ぐるっとバス
岐阜市北部（岩野田北・岩野田地区）で運行される路線。2019年（令和元年）9月に試行運用開始、2022年（令和4年）4月に本格運行開始。平日土曜日運行（日曜祝日運休）。
山県市内（岐北厚生病院）に乗り入れる。
2023年（令和5年）4月より、岩崎山手地区に岩崎山手コミュニティバスサポート便の運行が開始。
岩野田ルートと岩野田北ルートがある。バロー粟野店を起終点として岩野田ルートと岩野田北ルートを交互に運行する（青ルートで運行し、バロー長良店到着後にそのまま赤ルートで運行。バロー長良店到着後に約10分休憩後に青ルートとして運行）。

#### ルート
2023年（令和5年）4月1日現在
岩野田ルート
- バロー → トミダヤ三田洞店 - 岩砂病院・波多野医院 → 三田洞神仏温泉 → 城北高校南口 → 戸羽川 → 城北高校前 → トミダヤ三田洞店 → バロー粟野店

岩野田北ルート
- バロー粟野店 → 岩野田公園 → 八幡洞団地 → 粟野台 → 増田医院前 → 岐北厚生病院 → バロー粟野店

## 廃止路線

### 方県網代バス
岐阜市北西部（方県・網代地区）で運行されていた路線である。2012年（平成24年）10月より試験運行開始。岐阜バスの一般路線の廃止代替バスである。
かつてこの地区には、岐阜駅から岐阜バスが運行されていたが、2012年（平成24年）10月1日に廃止。方県網代バスはこの路線の一部を急遽受け継いだものである。その点では他の岐阜市コミュニティバスと開設の経緯が異なり、運賃設定も異なる。
本格運行に移行することなく、2020年（令和2年）5月に運行を終了した。同年6月からは事前予約制の「方県網代地区デマンド型乗合タクシー」に変更された。

#### ルート
- さくら苑前 - ひな倉　- あんずの里前 - 方県安食 - サンライフ彦坂　- 光団地 - 大学病院 - 折立平野総合病院

2017年（平成29年）4月1日よりルートを統合した。運行終了まではこのルートで運行された。

##### 統合前のルート
- 方県ルート：佐野公民館 → 方県安食 → 大学病院 → 折立平野総合病院
- 網代ルート：さくら苑前 → ひな倉 → 大学病院 → 折立平野総合病院

## デマンド型乗合タクシー
本格運行に移行することなく、2020年（令和2年）5月に運行を終了した方県・網代バスに代わり、同年6月から運行されているデマンド型乗合タクシー（事前予約制）。事前予約のあった停留所を巡回する。
停留所は網代地区、方県地区、黒野地区で44箇所設置されている。運賃は大人300円、小人150円。

### ルート
網代方面
- 網代地区と方県地区（福富医院前停留所のみ）、黒野地区（岐阜大学医学部附属病院、平野総合病院、カネスエ岐大前店、ドラッグユタカ黒野店）を結ぶルート。1日9便運行。

方県方面
- 方県地区と黒野地区（岐阜大学医学部附属病院、平野総合病院、カネスエ岐大前店、ドラッグユタカ黒野店）を結ぶルート。1日9便運行。

## 岐阜市コミュニティバスサポート便
コミュニティバスを補完する、地区住民等の日常生活に利用される交通手段（乗合タクシー）。事前予約制であり、予約のあった停留所を運⾏する。

### ルート
上芥見コミュニティバスサポート便
- 2020年（令和2年）2月運行開始。芥見・岩っこバスを補う路線であり、上芥見地区（芥見大船、芥見南町、芥見町屋、芥見上町、芥見大退など）と芥見・岩っこバスの複数の停留所を結ぶ。毎週月曜日、金曜日運行。運賃は1乗車200円。

高天ヶ原・和光団地コミュニティバスサポート便
- 2020年（令和2年）2月運行開始。芥見・岩っこバスを補う路線であり、高天ヶ原、和光団地と芥見・岩っこバスの複数の停留所を結ぶ。毎週水曜日、土曜日運行。運賃は1乗車200円。

岩滝コミュニティバスサポート便
- 2020年（令和2年）2月運行開始。芥見・岩っこバスを補う路線であり、岩地区の一部（岩滝）と芥見・岩っこバスの複数の停留所を結ぶ。毎週火曜日、木曜日運行。運賃は1乗車200円。

岩崎山手コミュニティバスサポート便
- 2023年（令和5年）4月運行開始。ぐるっとバスを補う路線であり、岩崎山手地区とぐるっとバスの岩崎桜本バス停を結ぶ。毎週火曜日、金曜日運行。運賃は1乗車100円。

## 路線間での乗り継ぎ・直接接続
- 路線図としては、「加納めぐりバス」、「西ぎふ・くるくるバス」、「いいバス」、「すまいるバス」、「厚見・茜部ぐるりふれあいバス」で直接接続は可能である[6][7]。
- JR岐阜駅南バス停で、加納地区「加納めぐりバス」（2014年（平成26年）8月1日版） (PDF) と中心市街地東部地区「e（いい）バス」（2014年（平成26年）7月1日版） (PDF) と厚見・茜部ぐるりふれあいバス（2015年（平成27年)2月15日版） (PDF) のバス停での乗り継ぎが可能である。
- アピタ岐阜店では、厚見・茜部ぐるりふれあいバス・加納めぐりバス・すまいるバスとの接続も2015年（平成27年)2月15日改正 (PDF) で乗り継ぎが可能になった。
- 平和堂東海日野店で「ひのっこバス」、「長森ふれあいバス」との接続が可能[8]。
- マーサ南口で「にっこりバス」、「さんさんバス」、「七郷・木田バス」との接続は「七郷・木田バス」の2017年5月1日で毎日運行による改正 (PDF) で毎日可能になった。